# Mondo Cannibale, 2. Teil – Der Vogelmensch
Mondo Cannibale, 2. Teil – Der Vogelmensch (Originaltitel: Ultimo mondo cannibale) ist ein dem Exploitation-Genre nahestehender italienischer Kannibalenfilm des Filmregisseurs Ruggero Deodato aus dem Jahr 1977.

## Handlung
Die Produktion suggeriert eine pseudo-reale Geschichte, die sich 1975 im Dschungel der Insel Mindanao zugetragen haben soll.
Der Geschäftsmann und Ölsucher Robert Harper befindet sich mit seinem Freund Ralph, dem Piloten Charlie und dessen Freundin Swan auf dem Weg zur philippinischen Hauptstadt Manila. Unterwegs landen sie planmäßig mit ihrem Kleinflugzeug in einem kleinen Basislager mitten im Urwald. Dabei wird ihr Flugzeug beschädigt. Robert und Ralph nutzen die Reparaturzeit, um das verlassene Camp der befreundeten Mitarbeiter näher zu erkunden. Sie finden neben einem zerstörten Funkgerät auch eine primitive, blutüberströmte Waffe, die von Eingeborenen zu stammen scheint. Des Weiteren stoßen sie in der näheren Umgebung auf ein massakriertes Teammitglied.
Derweil bricht die Dämmerung herein und die Gruppe muss trotz der wiederhergestellten Flugfähigkeit unverhofft an diesem Ort ausharren. Zur nächtlichen Stunde wird Swan, die Freundin des Piloten, beim Austreten von einem örtlichen Kannibalenstamm entführt, verschleppt und ermordet. Am nächsten Morgen machen sich die drei Männer auf die Suche nach der Vermissten. Bei der Unternehmung tappt Charlie in eine Falle und stirbt. Robert und Ralph verlieren leicht schockiert die Orientierung und gelangen schließlich an einen Fluss, wo sich ihre Wege trennen. Beide Männer sind nun auf sich alleine gestellt.
Der entkräftete Robert wird wenig später von den Kannibalen gefangen genommen und nach einem Martyrium in einen überdimensionalen Vogelkäfig gesperrt, in der Annahme, der Fremde sei ein Vogelmensch und könne fliegen. Während der demütigenden Gefangenschaft passt er sich scheinbar den Sitten und Gebräuchen der Eingeborenen an; mit der erzwungenen Hilfe der attraktiven Pulan flieht er aus einer riesigen Felsenhöhle, die den Primitiven als Zufluchtstätte dient. Dabei reißt er die junge Eingeborene gegen ihren Willen von ihrem Stamm los. Verfolgt von den wütenden Kannibalen trifft er mit seiner Fluchthelferin auf den verschollen geglaubten Ralph.
Das Trio versucht sich zu dem rettenden Flugzeug durchzuschlagen. Nach einem beschwerlichen Marsch werden die Flüchtigen von den Kannibalen gestellt und bedrängt. Pulan wird von den Angehörigen ihres Stammes enthauptet und verspeist, während Ralph lediglich verletzt wird. Am Ende des Films kann Robert den Eingeborenen nur dadurch entkommen, dass er augenscheinlich selbst zum Kannibalen wird, indem er die Innereien eines kurz zuvor getöteten Gegners in den Mund nimmt und diese scheinbar hinunterschluckt. Daraufhin lassen die Jäger von ihm ab. Ralph stirbt bei der Rettung aus der „grünen Hölle“, während Robert in die zivilisierte Welt zurückkehrt.

## Hintergrund
Die sehr erfolgreiche Inszenierung soll den Eindruck erwecken, eine Dokumentation in Form eines Abenteuerfilms zu sein, und basiert laut Deodato auf einem Artikel im National Geographic über einen Kannibalenstamm, der in Höhlen einer in der Nähe gelegenen philippinischen Insel lebte. Die genreüblichen, realen Tiertötungen zur Illustration der kannibalistischen Riten wurden von den Kritikern verrissen, fehlten jedoch genauso wenig wie in dem drei Jahre später produzierten Cannibal Holocaust (1980), in dem Deodato erneut zur Kannibalenthematik zurückfand. Diesmal musste sich der Regisseur mit seinen Produzenten für die grausamen Tierschlachtungen vor Gericht verantworten. Deodato verlor und konnte für einige Jahre nicht mehr als Filmregisseur arbeiten.
Die Indizierung des Films wurde im Februar 2018 nach Antrag aufgehoben, nachdem er im Jahr 2007 noch folgeindiziert worden war.

## Kritiken
Das Lexikon des internationalen Films schrieb, die „dünne Handlung“ des Films sei ein „Aufhänger für die Darstellung extremer Scheußlichkeiten.“